# Catedral de Santa Teresa de Ávila (Požega)
La Catedral de Santa Teresa de Ávila o simplemente Catedral de Požega (en croata: Katedrala Sv. Terezije Avilske) es una catedral católica en Požega, Croacia, y la sede de la diócesis de Požega. Situada cerca del centro de la ciudad de Požega y al pie de la colina donde una fortaleza medieval estuvo una vez, esta catedral es un bello ejemplo de la arquitectura barroca.
La catedral fue financiada por Franjo Thauszy, entonces obispo de Zagreb, con 80.000 florines que estaban destinados originalmente para las reparaciones de la fortaleza de Požega, propiedad de obispo Thauszy en el momento. El proyecto fue aprobado por la emperatriz María Teresa el 11 de julio de 1754, y la construcción comenzó el 28 de junio de 1756. La construcción duró siete años, y obispo Thauszy consagró la nueva iglesia el 24 de julio de 1763.
No hay ningún registro del artesano que realmente construyó la catedral. Solo se sabe que los planos fueron suministrados por la emperatriz María Teresa en persona.
La torre original fue derribada por una tormenta en 1926, y tuvo que ser sustituida por una nueva, que alcanza los 63 metros de altura.